# NGC 321

NGC 321

NGC 321 هي مجرة تتبع كوكبة قيطس. اكتشفها ألبرت مارث في 27 سبتمبر 1864.

## روابط خارجية
- NGC 321 على موقع ويكي سكاي: DSS2, SDSS, GALEX, IRAS, Hydrogen α, X-Ray, Astrophoto, Sky Map, Articles and images